# 부서진 사월
《부서진 사월》(알바니아어: Prilli i Thyer)은 이스마일 카다레의 1978년 장편소설이다. 작가의 대표작으로, 알바니아 북부의 전통 관습 카눈을 소재로 삶과 죽음에 직면한 인간 실존의 비극을 이야기한다. 대한민국에는 문학동네에서 유정희 번역으로 출간되었다. 1967년 휴고상을 수상했다.